# Piedra del Toro
Piedra del Toro ist eine Ortschaft in Uruguay.

## Geographie
Piedra del Toro befindet sich auf dem Gebiet des Departamento Canelones in dessen Sektor 17. Der Ort liegt wenige Kilometer nördlich der Küste des Río de la Plata und der dortigen Küstenorte Neptunia und El Pinar. Nördlich grenzt Empalme Olmos an, während der Arroyo-Pando-Nebenfluss Pantanosa und La Montañesa südlich liegen. Im Westen befinden sich Olmos und Pando.

## Infrastruktur
Im Ort treffen die Ruta 8 und die Ruta 34 aufeinander.

## Einwohner
Die Einwohnerzahl von Piedra del Toro beträgt 332 (Stand 2011).
| Jahr | Einwohner |
| ---- | --------- |
| 1963 | 125       |
| 1975 | 324       |
| 1985 | 337       |
| 1996 | 381       |
| 2004 | 308       |
| 2011 | 332       |

Quelle: Instituto Nacional de Estadística de Uruguay